# Al-Wasl Sports Club 2022-2023
Questa voce raccoglie le informazioni riguardanti l'Al-Wasl Sports Club nelle competizioni ufficiali della stagione 2022-2023.

## Rosa Ufficiale
Lista dei giocatori per la UAE Arabian Gulf League 2022-23.
| N. |                                | Ruolo | Calciatore                 |
| -- | ------------------------------ | ----- | -------------------------- |
| 1  | Emirati Arabi Uniti (bandiera) | P     | Khaled Al-Senani           |
| 3  | Emirati Arabi Uniti (bandiera) | D     | Yousif Ali Almheiri        |
| 5  | Emirati Arabi Uniti (bandiera) | C     | Ali Salmeen                |
| 6  | Emirati Arabi Uniti (bandiera) | C     | Mohamed Surour             |
| 7  | Emirati Arabi Uniti (bandiera) | A     | Ali Saleh                  |
| 9  | Svizzera (bandiera)            | A     | Haris Seferović            |
| 10 | Emirati Arabi Uniti (bandiera) | C     | Fábio Lima                 |
| 11 | Emirati Arabi Uniti (bandiera) | C     | Omar Abdulrahman           |
| 12 | Emirati Arabi Uniti (bandiera) | D     | Abdulrahman Saleh          |
| 13 | Emirati Arabi Uniti (bandiera) | D     | Faris Khalil               |
| 15 | Marocco (bandiera)             | D     | Soufiane Bouftini          |
| 21 | Emirati Arabi Uniti (bandiera) | C     | Hassan Ibrahim             |
| 22 | Emirati Arabi Uniti (bandiera) | A     | Hassan Mohammed            |
| 23 | Emirati Arabi Uniti (bandiera) | A     | Yousef Ahmed               |
| 26 | Emirati Arabi Uniti (bandiera) | D     | Mohammed Sabeel            |
| 29 | Emirati Arabi Uniti (bandiera) | A     | Mohamed Al-Akbari          |
| 32 | Emirati Arabi Uniti (bandiera) | D     | Ahmad Nasser Bahrooz Saqer |
| 33 | Algeria (bandiera)             | C     | Oussama Amar               |
| 34 | Emirati Arabi Uniti (bandiera) | P     | Mohamed Ali                |
| 35 | Emirati Arabi Uniti (bandiera) | D     | Amer Mohammad              |
| 44 | Emirati Arabi Uniti (bandiera) | D     | Salem Juma Awad            |
| 45 | Emirati Arabi Uniti (bandiera) | D     | Ali Ahmad                  |

| N. |                                | Ruolo | Calciatore                  |
| -- | ------------------------------ | ----- | --------------------------- |
| 58 | Argentina (bandiera)           | D     | Luis Schlishting            |
| 60 | Emirati Arabi Uniti (bandiera) | C     | Ghanem Ahmad                |
| 70 | Brasile (bandiera)             | A     | Luizão                      |
| 77 | Emirati Arabi Uniti (bandiera) | D     | Hazza Salem                 |
| 78 | Emirati Arabi Uniti (bandiera) | C     | Rabee Salmin                |
| 81 | Emirati Arabi Uniti (bandiera) | C     | Rashed Fuad Ayoun           |
| 85 | Serbia (bandiera)              | D     | Aleksandar Vasiljević       |
|    | Emirati Arabi Uniti (bandiera) | C     | Mohammed Abdulrahman        |
|    | Emirati Arabi Uniti (bandiera) | D     | Mohamed Jaber               |
|    | Emirati Arabi Uniti (bandiera) | D     | Hamad Al Hammadi            |
|    | Emirati Arabi Uniti (bandiera) | P     | Suhail Abdulla              |
|    | Emirati Arabi Uniti (bandiera) | P     | Abdulla Salem               |
|    | Emirati Arabi Uniti (bandiera) | P     | Mohamed Al Bairaq           |
|    | Emirati Arabi Uniti (bandiera) | C     | Mohammad Ali Kaidi Ali Kaid |
|    | Emirati Arabi Uniti (bandiera) | C     | Shehab Lashkari             |
|    | Emirati Arabi Uniti (bandiera) | C     | Naser Salem                 |
|    | Emirati Arabi Uniti (bandiera) | P     | Mubarak Tariq               |
|    | Emirati Arabi Uniti (bandiera) | A     | Caio Canedo                 |
|    | Guinea-Bissau (bandiera)       | D     | Sana Gomes                  |
|    | Brasile (bandiera)             | C     | Gabrielzinho                |
|    | Brasile (bandiera)             | D     | Rodrigo                     |
|    | Argentina (bandiera)           | D     | Julián Glavocic             |